# Carpodectes
Carpodectes es un género de aves paseriformes perteneciente a la familia Cotingidae, que agrupa a tres especies nativas de América Central y del noroeste de América del Sur, cuyas áreas de distribución se encuentran desde la pendiente caribeña del norte de Honduras hasta el oeste de Colombia y noroeste de Ecuador. A sus miembros se les conoce por el nombre popular de cotingas.

## Etimología
El nombre genérico masculino «Carpodectes» se compone de las palabras  del griego «karpos» que significa ‘fruta’, y «dēktēs» que significa  ‘picador’.

## Características
Las aves de este género son un trío de bellos cotíngidos midiento entre 20 y 25 cm de longitud, las hembras algo menores. Los machos son de color blanco nieve, con detalles en gris o negro y las hembras son predominantemente gris ceniciento. Habitan en el dosel y en los bordes de selvas húmedas de baja altitud y se alimentan de frutas. Los machos son bastante conspícuos, encaramados en lo alto de ramas secas expuestas, desde donde pueden ser vistos desde lejos.

## Lista de especies
Según las clasificaciones del Congreso Ornitológico Internacional (IOC), y Clements Checklist/eBird, el género agrupa a las siguientes especies con el respectivo nombre popular de acuerdo con la Sociedad Española de Ornitología (SEO):
| Imagen | Nombre científico    | Autor           | Nombre común          | Estado de conservación | Distribución |
| ------ | -------------------- | --------------- | --------------------- | ---------------------- | ------------ |
|        | Carpodectes hopkei   | Berlepsch, 1897 | cotinga blanco        | LC                     |              |
|        | Carpodectes nitidus  | Salvin, 1865    | cotinga níveo         | LC                     |              |
|        | Carpodectes antoniae | Ridgway, 1884   | cotinga piquiamarillo | NT                     |              |

## Estado de conservación
El cotinga piquiamarillo ha sido calificado como casi amenazado debido a la pérdida de hábitat en su ya pequeña y fragmentada zona de distribución y puede estar casi extinto en Panamá, mientras las otras dos especies presentan preocupación menor, de acuerdo a la Unión Internacional para la Conservación de la Naturaleza (IUCN).

## Taxonomía
Berv & Prum (2014) produjeron una extensa filogenia para la familia Cotingidae reflejando muchas de las divisiones anteriores e incluyendo nuevas relaciones entre los taxones, donde se propone el reconocimiento de cinco subfamilias. De acuerdo a esta clasificación, Carpodectes pertenece a una subfamilia Cotinginae Bonaparte, 1849, junto a Gymnoderus, Procnias, Lipaugus (incluyendo Tijuca), Porphyrolaema, Conioptilon, Xipholena y Cotinga. El Comité de Clasificación de Sudamérica (SACC) aguarda propuestas para modificar la secuencia linear de los géneros y reconocer las subfamilias.